# Young European Swiss
Die Young European Swiss (yes) ist die Jugendorganisation ohne Parteienanbindung, der Europäischen Bewegung Schweiz (EBS) und Schweizer Sektion der Jungen Europäischen Föderalisten. Co-Präsidenten sind Alana Rainone und Vincenzo Robbiani; Johann von Graffenried ist Generalsekretär.

## Ziele und Organisation
Der Verein setzt sich für die Teilnahme der Schweiz am europäischen Integrationsprozess ein und fordert den Beitritt der Schweiz zur Europäischen Union.
Der Verein ist als selbstständige Jugendorganisation für die Mitglieder der überparteilichen Neuen Europäischen Bewegung Schweiz unter 35 Jahren organisiert. Sie besteht aus regionalen Gruppen und organisiert laufend Projekte, Diskussionen, Podiumsgespräche, Partys, Strassenaktionen und vieles mehr, um Jugendliche für die Europapolitik zu sensibilisieren.

## Projekte und Kampagnen
Der Verein organisiert verschiedene Informationsprojekte für Jugendliche, wie das jährlich stattfindende Seminar Challenge Europe und die Werkstatt für Schülerinnen und Schüler Europe@School.
In der Schweizer Landespolitik beteiligt der Verein sich an den Abstimmungskampagnen über europäische Themen. Seit ihrer Gründung hat sich der Verein für den Abschluss neuer bilateraler Verträge mit der EU eingesetzt.

### Teilnahme an europaweiten Initiativen
Als Schweizer Sektion der Jungen Europäischen Föderalisten betreut der Verein verschiedene europaweite Kampagnen, wie zum Beispiel die Protestaktion gegen die autoritäre Regierung von Belarus.